# Mid Worcestershire
Circonscription parlementaire de la Chambre des communes
La circonscription de Mid Worcestershire est une ancienne circonscription électorale anglaise située dans le Worcestershire, et représentée à la Chambre des communes du Parlement britannique.

## Géographie
La circonscription comprend :
- Les villes de Droitwich Spa et Evesham
- Les villages et paroisses civiles de Broadway, Childswickham, Wickhamford, Badsey, Aldginton, Bretforton, Honeybourne, Hampton, Pebworth, Broad Marston, Cleeve Prior, North and Middle Littleton, South Littleton, Norton, Charlton, Wick, Cropthorne, Fladbury, Lower Moon, Pinvin, Throckmorton, Bishampton, Naunton Beauchamp, Peopleton, Drakes Broughton, Hawbridge, Wadborough, White Ladies Aston, Pirton, Littleworth, Spetchley, Whittington, Tibberton, Crowle, Broughton Hackett, Churchill, Upton Snodsbury, North Piddle, Grafton Flyford, Flyford Flavell, Kington, Huddington, Himbleton, Earls Common, Martin Hussingtree, Fernhill Heath, Hawford, Hadzor, Salwarpe, Hampton Lovett, Holt Fleet, Crossway Green, Doverdale, Elmbridge, Crossway Green, Elmley Lovett, Hartlebury, Cutnall Green, Upton Warren et Wychbold

## Députés
Les Members of Parliament (MPs) de la circonscription sont :
| Législature                                                      | Années    | Député           | Député     | Parti        |
| ---------------------------------------------------------------- | --------- | ---------------- | ---------- | ------------ |
| Mid Worcestershire issue de Bromsgrove and Redditch et Worcester |           |                  |            |              |
| 49e                                                              | 1983–1987 |                  | Eric Forth | Conservateur |
| 50e                                                              | 1987–1992 |                  | Eric Forth | Conservateur |
| 51e                                                              | 1992–1997 |                  | Eric Forth | Conservateur |
| 52e                                                              | 1997–2001 | Peter Luff       |            | Conservateur |
| 53e                                                              | 2001–2005 | Peter Luff       |            | Conservateur |
| 54e                                                              | 2005–2010 | Peter Luff       |            | Conservateur |
| 55e                                                              | 2010–2015 | Peter Luff       |            | Conservateur |
| 56e                                                              | 2015–2017 | Nigel Huddleston |            | Conservateur |
| 57e                                                              | 2017–2019 | Nigel Huddleston |            | Conservateur |
| 58e                                                              | 2019–2024 | Nigel Huddleston |            | Conservateur |

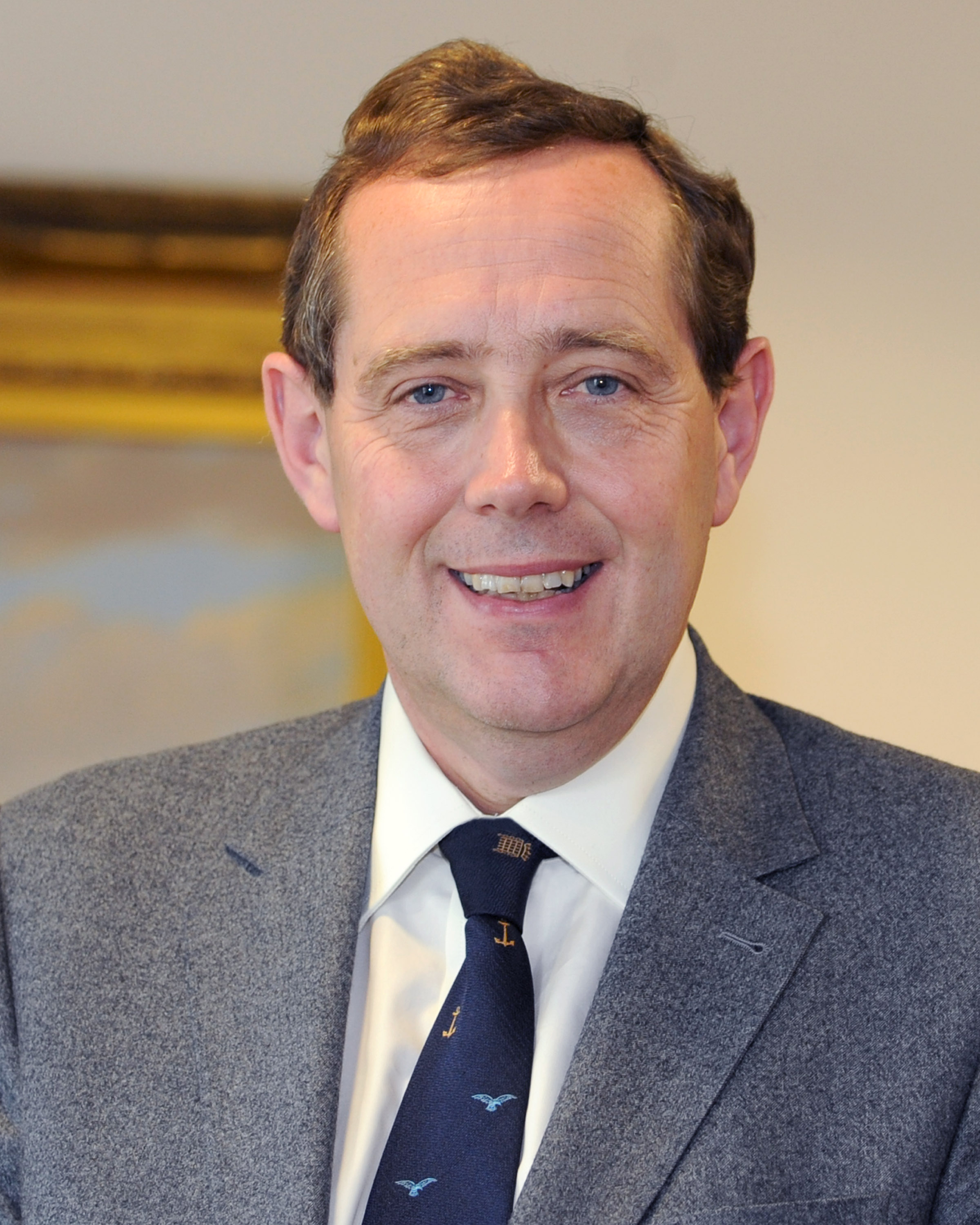
Peter Luff (1997-2015)
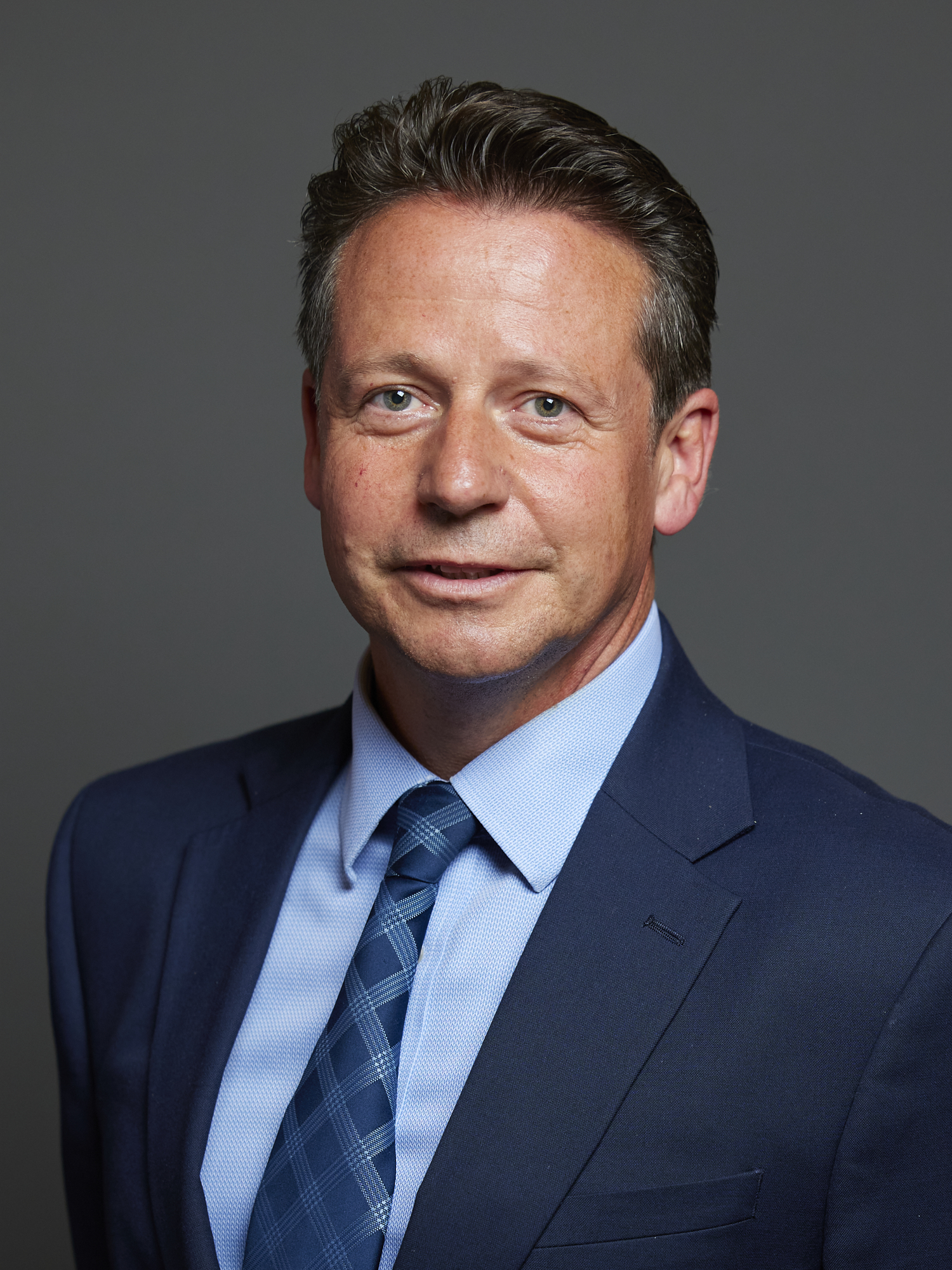
Nigel Huddleston (2015-2024)